# Zwierzyniec Drugi
Zwierzyniec Drugi – wieś w Polsce położona w województwie śląskim, w powiecie kłobuckim, w gminie Opatów.
W latach 1975–1998 miejscowość administracyjnie należała do województwa częstochowskiego.
W pobliżu wsi znajduje się rezerwat przyrody Modrzewiowa Góra.